# Пер Крельдруп
Пер Крельдруп (дан. Per Krøldrup, нар. 31 липня 1979, Фарсе) — данський футболіст, що грав на позиції захисника.
Виступав, зокрема, за клуб «Фіорентина», а також національну збірну Данії.

## Клубна кар'єра
Народився 31 липня 1979 року в місті Фарсе. Вихованець футбольної школи клубу «Б 93». Дорослу футбольну кар'єру розпочав 1999 року в основній команді того ж клубу, в якій провів два сезони, взявши участь у 57 матчах чемпіонату. 
Згодом з 2001 по 2006 рік грав у складі команд клубів «Удінезе» та «Евертон».
Своєю грою за останню команду привернув увагу представників тренерського штабу клубу «Фіорентина», до складу якого приєднався 2006 року. Відіграв за «фіалок» наступні шість сезонів своєї ігрової кар'єри.
Протягом 2013 року захищав кольори команди клубу «Пескара».
Завершив професійну ігрову кар'єру в португальському «Ольяненсі», за команду якого виступав протягом 2013—2014 років.

## Виступи за збірну
У 2004 році дебютував в офіційних матчах у складі національної збірної Данії. Протягом кар'єри у національній команді, яка тривала 7 років, провів у формі головної команди країни 33 матчі.
У складі збірної був учасником чемпіонату Європи 2004 року у Португалії, чемпіонату світу 2010 року у ПАР.

## Статистика виступів

### Статистика клубних виступів
| Сезон               | Команда             | Чемпіонат           | Чемпіонат | Чемпіонат | Національний кубок | Національний кубок | Національний кубок | Єврокубки | Єврокубки | Єврокубки | Інші змагання | Інші змагання | Інші змагання | Усього | Усього |
| Сезон               | Команда             | Ліга                | Ігор      | Голів     | Ліга               | Ігор               | Голів              | Ліга      | Ігор      | Голів     | Ліга          | Ігор          | Голів         | Ігор   | Голів  |
| ------------------- | ------------------- | ------------------- | --------- | --------- | ------------------ | ------------------ | ------------------ | --------- | --------- | --------- | ------------- | ------------- | ------------- | ------ | ------ |
| 1999–00             | «Б 93»              | 1D                  | 29        | 3         | -                  | -                  | -                  | -         | -         | -         | -             | -             | -             | 29     | 3      |
| 2000–01             | «Б 93»              | 1D                  | 28        | 5         | -                  | -                  | -                  | -         | -         | -         | -             | -             | -             | 28     | 5      |
| Усього «Б 93»       | Усього «Б 93»       | Усього «Б 93»       | 57        | 8         |                    | -                  | -                  |           | -         | -         |               | -             | -             | 57     | 8      |
| 2001–02             | «Удінезе»           | A                   | 10        | 1         | КІ                 | 0                  | 0                  | -         | -         | -         | -             | -             | -             | 10     | 1      |
| 2002–03             | «Удінезе»           | A                   | 26        | 0         | КІ                 | 1                  | 0                  | -         | -         | -         | -             | -             | -             | 27     | 0      |
| 2003–04             | «Удінезе»           | A                   | 30        | 2         | КІ                 | 3                  | 0                  | КУЄФА     | 2         | 0         | -             | -             | -             | 35     | 2      |
| 2004–05             | «Удінезе»           | A                   | 25        | 0         | КІ                 | 4                  | 0                  | КУЄФА     | 2         | 0         | -             | -             | -             | 20     | 0      |
| Усього Udinese      | Усього Udinese      | Усього Udinese      | 91        | 3         |                    | 8                  | 0                  |           | 4         | 0         |               | -             | -             | 103    | 2      |
| 2005-січ. 2006      | «Евертон»           | ПЛ                  | 1         | 0         | КА+КЛ              | 1+0                | 0                  | ЛЧ+КУЄФА  | -         | -         | -             | -             | -             | 2      | 0      |
| січ.-черв. 2006     | «Фіорентина»        | A                   | 14        | 0         | КІ                 | -                  | -                  | -         | -         | -         | -             | -             | -             | 14     | 0      |
| 2006–07             | «Фіорентина»        | A                   | 21        | 1         | КІ                 | 1                  | 0                  | -         | -         | -         | -             | -             | -             | 22     | 1      |
| 2007–08             | «Фіорентина»        | A                   | 18        | 0         | КІ                 | 3                  | 1                  | КУЄФА     | 8         | 1         | -             | -             | -             | 29     | 2      |
| 2008–09             | «Фіорентина»        | A                   | 20        | 0         | КІ                 | 1                  | 0                  | ЛЧ+КУЄФА  | 4+1       | 0         | -             | -             | -             | 25     | 0      |
| 2009–10             | «Фіорентина»        | A                   | 25        | 2         | КІ                 | 3                  | 1                  | ЛЧ        | 5         | 1         | -             | -             | -             | 33     | 4      |
| 2010–11             | «Фіорентина»        | A                   | 19        | 0         | КІ                 | 3                  | 0                  | -         | -         | -         | -             | -             | -             | 22     | 0      |
| 2011–12             | «Фіорентина»        | A                   | 0         | 0         | КІ                 | 0                  | 0                  | -         | -         | -         | -             | -             | -             | 0      | 0      |
| Усього «Фіорентина» | Усього «Фіорентина» | Усього «Фіорентина» | 117       | 3         |                    | 11                 | 2                  |           | 18        | 2         |               | -             | -             | 146    | 7      |
| бер.-черв. 2013     | «Пескара»           | A                   | 5         | 0         | КІ                 | -                  | -                  | -         | -         | -         | -             | -             | -             | 5      | 0      |
| жовт. 2013–14       | «Ольяненсі»         | ПЛ                  | 20        | 4         | КП+КЛ              | 1+0                | 0                  | -         | -         | -         | -             | -             | -             | 21     | 4      |
| Усього за кар'єру   | Усього за кар'єру   | Усього за кар'єру   | 308       | 23        |                    | 21                 | 2                  |           | 22        | 2         |               | -             | -             | 351    | 27     |